# Lillian Jones
Lillian Jones est une personnalité politique britannique. Elle est députée travailliste britannique pour la circonscription Kilmarnock et Loudoun depuis juillet 2024.

## Biographie
Lillian Jones est élue conseillère de Kilmarnock West et Crosshouse au Conseil de l'Ayrshire de l'Est avec 1 025 voix du 3 mai 2012 jusqu'au 2 septembre 2024. En effet, elle est réélue en 2017 et 2022.
En 2024, Lillian Jones est élue députée pour la circonscription Kilmarnock et Loudoun.